# 寒酒
寒酒（かんしゅ - 稀に「かんさけ」「かんざけ」）とは、江戸時代初期までは行われていた四季醸造のなかで、冬場の低温を利用し、なおかつ、それに即した仕込み方をして造った酒のこと。当時の酒造りの中心地伊丹において工夫され、寒造り（かんづくり）もしくは寒仕込み（かんじこみ）が確立される基礎ともなった。

## 歴史的背景
歴史的な背景については「寒造り」および「江戸時代前期の酒造り」を参照のこと。

## 現在
近代的な空調設備を用いず、その土地の自然な冬の寒さを利用して仕込む寒造り（寒仕込み）は、いまなおあちこちで伝承もしくは復活されているわけであるが、そうした製法によって生産された酒を、現在わざわざ「寒酒」と呼ぶことはほとんどなくなってしまった。
かつて江戸時代初期のように四季醸造という生産体制が、人々の年中サイクルの中に組み込まれ息づいていたころには、ちょうど今でいう「季節もの」や「天然もの」の野菜や魚のように、寒造りされた酒はその他の酒と区別され「寒酒」として味わわれたようであるが、そうした習慣は、現在は一般的には消滅してしまっているといえる。
したがって、現在の「寒酒」という語は、日本酒を語る用語というよりは、江戸時代の風俗・習慣・経済を語る用語として見受けられる。